# Leonid Rajchman
Leonid Fiodorowicz (Elizar Fajtieliewicz, Łazar Fejtelewicz) Rajchman (w polskich źródłach również Reichman lub Rejchman, w źródłach anglojęzycznych Raikhman, Reichman lub Raykhman) (ros. Леонид Федорович (Лазарь Фейтелевич) Райхман, ur. 1908 w Nowoworoncowce w guberni chersońskiej, zm. 10 marca 1990 w Moskwie) – funkcjonariusz radzieckich służb specjalnych (GPU, NKWD, Ludowego Komisariatu Bezpieczeństwa Państwowego i MGB), pracownik kontrwywiadu i oficer śledczy, generał porucznik (od 9 lipca 1945 roku do sierpnia 1953 roku).

## Życiorys
Pochodził z rodziny żydowskiego rzemieślnika i skończył szkołę dwuoddziałową.
Od 1931 roku pracował w Zarządzie GPU w Leningradzie jako naczelnik Wydziału Specjalnego. Od 1931 roku członek partii bolszewickiej. W latach 30. XX wieku uczestniczył m.in. w śledztwach przeciwko Grigorijowi Zinowjewowi i Lwu Kamieniewowi i przygotowywał procesy pokazowe w okresie tzw. wielkiego terroru (m.in. tzw. pierwszy proces Zinowiewa-Kamieniewa w 1935 roku, I proces moskiewski w 1936 roku i II proces moskiewski w 1937 roku). W trakcie śledztw stosował wobec więźniów bicie i tortury. Większość osób, w których sprawach prowadził śledztwa, rozstrzelano pod fałszywymi zarzutami. W 1938 roku uczestniczył w akcji deportacji Niemców z rejonu Stawropola. Do kierownictwa NKWD przeszedł w 1938 roku na stanowisko naczelnika oddziału. W tym okresie, wraz z innym oficerem śledczym NKWD, Lwem Szwarcmanem, prowadził przesłuchania Michaiła Kolcowa, korespondenta gazety „Prawda” w Hiszpanii, aresztowanego w 1938 roku i rozstrzelanego w 1940 roku.

### Działalność w NKWD w latach 1939–1941
W latach 1939–1941 pracował na kierowniczych stanowiskach w NKWD na Podkarpaciu, a w 1940 roku objął funkcję zastępcy szefa 2 Wydziału (tajno-politycznego) Głównego Zarządu Bezpieczeństwa Państwowego. W latach 1940–1941 przebywał we Lwowie, gdzie nauczył się języka polskiego i zajmował się m.in. zwalczaniem polskiego ruchu oporu. W czerwcu 1940 roku osobiście aresztował i przesłuchiwał ppłk. Stanisława Pstrokońskiego, który został wysłany z Paryża do Lwowa jako tajny emisariusz Komendanta Głównego Związku Walki Zbrojnej gen. Kazimierza Sosnkowskiego, by nawiązać kontakt z lwowskimi strukturami Związku Walki Zbrojnej.
Według niektórych źródeł – jako szef sekcji polskiej NKWD – miał być jednym z organizatorów zbrodni katyńskiej. Figuruje w tzw. „Regestach akt śledczych mordu katyńskiego” (w zbiorach Prokuratury Generalnej RP) jako jedna z „osób zatrudnionych w aparacie NKWD w latach II wojny i mających związek ze sprawą wymordowania polskich oficerów jeńców w 1940 roku”.
W październiku 1940 roku prowadził w moskiewskim więzieniu Butyrki rozmowy z wyselekcjonowanymi oficerami polskimi z obozów w Kozielsku i Starobielsku, którzy dostali się do niewoli radzieckiej we wrześniu 1939 roku (ppłk Zygmunt Berling, ppłk Leon Bukojemski, płk Eustachy Gorczyński i inni). Według relacji rotmistrza Józefa Czapskiego 3 lutego 1942 roku Rajchman przyjął go na Łubiance w Moskwie, gdy Czapski poszukiwał zaginionych polskich oficerów, ofiar zbrodni katyńskiej. Pod koniec życia Rajchman zaprzeczał, że spotkał się z Czapskim, twierdził jednak, że w listopadzie 1941 roku spotkał się w Kujbyszewie z gen. Władysławem Andersem.

### Służba w kontrwywiadzie NKWD, NKGB i MGB (1941–1951)
Od lutego 1941 roku do 1946 roku zastępca szefa Drugiego Zarządu (kontrwywiadowczego) NKWD i Ludowego Komisariatu Bezpieczeństwa Państwowego, a od czerwca 1946 roku zastępca szefa 2 Zarządu Głównego (kontrwywiadowczego) MGB. 4 grudnia 1941 roku dokonał w Kujbyszewie aresztowania żydowskich działaczy socjalistycznych Henryka Ehrlicha i Wiktora Altera. W 1943 roku, wraz z Wsiewołodem Mierkułowem i Siergiejem Krugłowem, kierował akcją fałszowania dowodów w sprawie zbrodni katyńskiej, przygotowując działalność tzw. Komisji Burdenki, a następnie przygotowując fałszywych świadków mających wystąpić przed Międzynarodowym Trybunałem Wojskowym w Norymberdze. W 1944 brał udział w akcji wysiedlenia Tatarów krymskich z Krymu. Po zakończeniu II wojny światowej działał m.in. we Lwowie, uczestnicząc w akcjach skierowanych przeciwko Armii Krajowej i OUN.

### Aresztowanie, skazanie i degradacja
Aresztowany 19 października 1951 roku jako członek syjonistycznego spisku w MGB (część tzw. sprawy spisku lekarzy kremlowskich, zeznania przeciwko niemu składał m.in. Lew Szwarcman), po śmierci Stalina został zwolniony i w maju 1953 roku wyznaczony na stanowisko naczelnika kontrolnej inspekcji Ministerstwa Spraw Wewnętrznych ZSRR (MWD). W lipcu 1953 roku odwołany ze stanowiska i przeniesiony do rezerwy Ministerstwa Obrony Narodowej ZSRR. 21 sierpnia 1953 roku ponownie aresztowany i w tym samym miesiącu skazany przez Kolegium Wojskowe Sądu Najwyższego ZSRR na 5 lat pozbawienia wolności za „łamanie praworządności socjalistycznej”. Jednocześnie wykluczony z KPZR i pozbawiony stopnia generała postanowieniem Rady Ministrów ZSRR. W 1956 roku zwolniony z aresztu, a w 1957 roku amnestionowany.

## Zainteresowania i rodzina
W 1938 roku poślubił Olgę Lepieszyńską, primabalerinę Teatru Bolszoj, która – według danych brytyjskiego autora Nigela Westa – w 1935 roku została kochanką ambasadora Niemiec w Moskwie, Friedricha-Wernera von der Schulenburga (operacji tej Rajchman miał zawdzięczać awans na stanowisko zastępcy naczelnika kontrwywiadu NKWD). Po jego aresztowaniu wyrzekła się go jako „wroga ludu” i po jego zwolnieniu w 1956 roku wzięła z nim rozwód. Pod koniec życia amatorsko zajmował się kosmologią i astronomią, napisał dwie książki: „Dialektika bytija niebiesnych tieł” (ros. Диалектика бытия небесных тел) i „Miechanizm sołnecznoj aktiwnosti” (ros. Механизм солнечной активности).
Miał córkę, Aleksandrę (ur. 1949). Zmarł na raka płuc.

## Relacja Leonida Rajchmana o zbrodni katyńskiej z 1990 roku
W 2011 roku w rosyjskim czasopiśmie „Sowriemiennaja Jewropa” („Współczesna Europa”) ukazał się artykuł prof. Władimira Szwejcera, pracownika Instytutu Europy Rosyjskiej Akademii Nauk, pt. „On znał o Katyni poczti wsio” („On wiedział o Katyniu prawie wszystko”), zawierający zapis rozmowy z Leonidem Rajchmanem przeprowadzonej w 1990 roku na temat zbrodni katyńskiej. Według relacji Rajchmana, opartej na informacjach uzyskanych od Ławrientija Berii, zbrodnia katyńska miała zostać nakazana przez Stalina dlatego, że Niemcy zażądali od ZSRR wydania przetrzymywanych w niewoli radzieckiej oficerów Wojska Polskiego, co zostało przez nich umotywowane zagrożeniem stwarzanym przez nich dla III Rzeszy. Rajchman twierdził, że Stalin obawiał się, iż polscy jeńcy zostaną przez Niemców wykorzystani do działań antysowieckich, toteż nakazał wymordowanie jeńców pod sfingowanymi zarzutami i poinformował o ich straceniu władze III Rzeszy (w 1940 roku Niemcy mieli otrzymać dostęp do miejsca kaźni w Katyniu, gdzie widzieli zwłoki zamordowanych oficerów WP). Tezy Rajchmana przedstawione w artykule Władimira Szwejcera zostały uznane przez niektórych historyków za niewiarygodne.

## Odznaczenia
- Order Czerwonego Sztandaru (dwukrotnie - 20 września 1943 i 29 października 1948)[4][19]
- Order Czerwonej Gwiazdy (dwukrotnie - 25 czerwca 1937 i 30 kwietnia 1946)[4]
- Order „Znak Honoru” (20 kwietnia 1939)[4]
- Order Kutuzowa II klasy (31 maja 1945)[4]
- Odznaka "Honorowy Funkcjonariusz Czeki/GPU (XV)" (9 maja 1938)

I 6 medali.